# Хајди Клум
Хајди Клум (рођена 1. јуна 1973. у Бергиш Гладбаху, Северна Рајна-Вестфалија, Западна Немачка) јесте немачка манекенка и глумица. Сем што се бави манекенством, Хајди Клум је такође и глумица, водитељка, модна дизајнерка и телевизијски продуцент, а једно време се бавила и певањем.

## Биографија
Хајди је рођена у малом месту Бергиш Гладбах у Северној Рајни-Вестфалији. Отац Гинтер је директор козметичке компаније, а мајка Ерна је фризерка.
Клум се појавила на насловним странама свих водећих модних часописа. Окушала се и у глуми, како у филмовима, тако и у ТВ серијама. Успешна је дизајнерка одеће, накита и парфема, који редовно постижу велики успех.
Била је удата за британског музичара Сила, с којим има два сина, Хенрија и Јохана. Из пређашње везе има кћерку Хелене. У априлу 2012. године поднела је захтев за развод после седам година брака.